# 수막현상

수막현상(水膜現象, 영어: aquaplaning 또는 hydroplaning)은 비로 인해 물이 계속 괴는 노면 위를 고속으로 주행할 때 타이어와 노면 사이에 물의 막이 형성되는 현상으로, 바퀴가 노면을 제대로 접지하지 못한 채 물 위에 뜬 상태로 움직이게 되는 것이다. 이 때 조향장치의 급격한 조종이나 과격한 브레이크를 밟는 등의 동작으로 인해서 미끄러지게 되어 언더스티어 혹은 오버스티어 현상 등이 동반하게 된다.

## 관련 사례
- 레이디스 코드 교통 사고